# AFC Champions League 2020
Die AFC Champions League 2020 war die 18. Spielzeit des wichtigsten asiatischen Wettbewerbs für Vereinsmannschaften im Fußball unter dieser Bezeichnung und die 39. insgesamt. Am Wettbewerb nahmen in dieser Saison 52 Klubs aus 23 Landesverbänden der AFC teil. Die Saison begann mit der ersten Qualifikationsrunde am 14. Januar und endete mit dem Finale am 19. Dezember 2020. Von Anfang März bis Mitte September 2020 war die Saison wegen der Corona-Pandemie unterbrochen.
Der südkoreanische Verein Ulsan Hyundai gewann den Wettbewerb zum zweiten Mal nach 2012 durch ein 2:1-Sieg im Finale gegen Persepolis Teheran aus dem Iran und qualifizierte sich damit als Repräsentant der AFC für die FIFA-Klub-Weltmeisterschaft 2020 in Katar. Titelverteidiger al-Hilal aus Saudi-Arabien wurde während der Gruppenphase disqualifiziert.
Torschützenkönig wurde der Marokkaner Abderrazak Hamdallah vom al-Nassr FC mit sieben Toren. Zum besten Spieler des Wettbewerbs wurde der Südkoreaner Yoon Bit-garam ernannt.

## Qualifikation
Die Spielpaarungen in den drei Qualifikationsrunden wurden nach der in die West- und Ostregion aufgeteilten AFC-Vierjahreswertung 2017 und der Zugangsliste gesetzt, wobei Begegnungen zwischen Mannschaften desselben Landesverbandes ausgeschlossen waren. Die Qualifikationsrunden wurden in jeweils einem Spiel entschieden, wobei der Verein aus dem höhergesetzten Verband jeweils Heimrecht hatte. Bei einem Gleichstand wurde zunächst eine Verlängerung gespielt und dann gegebenenfalls ein Elfmeterschießen angewendet.
Die acht Sieger der Play-off-Runde erreichten die Gruppenphase. Die unterlegenen Mannschaften aus den Verbänden, die nur jeweils ein Team in die Champions League entsenden, spielten in der Gruppenphase des AFC Cups weiter. Dazu gehörten die Vereine aus Bahrain, Hongkong, Indien, Indonesien, Jordanien, Kuwait, Myanmar, den Philippinen, Singapur, Tadschikistan und Vietnam.

### Erste Qualifikationsrunde
Die Spiele fanden am 14. Januar 2020 statt.
|                 | Ergebnis  |              | Region |
| --------------- | --------- | ------------ | ------ |
| Chennai City FC | 0:1       | al-Riffa SC  | West   |
| al-Faisaly      | 1:2 n. V. | al Kuwait SC | West   |
| Ceres-Negros FC | 3:2       | Shan United  | Ost    |
| Tampines Rovers | 3:5 n. V. | Bali United  | Ost    |

### Zweite Qualifikationsrunde
Die Spiele fanden am 21. und 25. Januar 2020 statt.
|                     | Ergebnis |                     | Region |
| ------------------- | -------- | ------------------- | ------ |
| Bunyodkor Taschkent | 4:1      | al-Zawraa SC        | West   |
| Lokomotiv Taschkent | 0:1      | FC Istiklol         | West   |
| Shahr Khodro FC     | 1 2:1 1  | al-Riffa SC         | West   |
| Esteghlal Teheran   | 1 3:0 1  | al Kuwait SC        | West   |
| Kedah FA            | 5:1      | Tai Po FC           | Ost    |
| Buriram United      | 2:1      | Hồ Chí Minh City FC | Ost    |
| Port FC             | 0:1      | Ceres-Negros FC     | Ost    |
| Melbourne Victory   | 5:0      | Bali United         | Ost    |

Anmerkung

### Play-off-Runde
Die Spiele fanden am 28. Januar 2020 statt.
|                 | Ergebnis              |                     | Region |
| --------------- | --------------------- | ------------------- | ------ |
| al Ain Club     | 1:0                   | Bunyodkor Taschkent | West   |
| al-Ahli         | 1:0                   | FC Istiklol         | West   |
| al-Sailiya      | 0:0 n. V. (4:5 i. E.) | Shahr Khodro FC     | West   |
| al-Rayyan SC    | 0:5                   | Esteghlal Teheran   | West   |
| FC Seoul        | 4:1                   | Kedah FA            | Ost    |
| Shanghai SIPG   | 3:0                   | Buriram United      | Ost    |
| FC Tokyo        | 2:0                   | Ceres-Negros FC     | Ost    |
| Kashima Antlers | 0:1                   | Melbourne Victory   | Ost    |

## Gruppenphase
An der Gruppenphase nahmen 32 Vereine teil. 24 Mannschaften waren direkt qualifiziert, dazu kamen noch 8 (je vier aus der West- und Ostregion), die sich über die Play-off-Runde qualifizierten. Die Gruppenauslosung fand am 10. Dezember 2019 in der malaysischen Hauptstadt Kuala Lumpur statt. Die Mannschaften wurden in acht Gruppen mit je vier Teilnehmern gelost. Die Teams der Westregion bildeten die Gruppen A bis D, die der Ostregion die Gruppen E bis H. Mannschaften desselben Landesverbandes konnten nicht in dieselbe Gruppe gelost werden.
Die Corona-Pandemie verursachte ab Anfang März 2020 die komplette Unterbrechung des Turniers. Bis dahin waren lediglich 27 Gruppenspiele ausgetragen worden. Im Juli 2020 wurde der veränderte Spielplan veröffentlicht, der für die restlichen Spiele einen zentralen Ort vorsah. In den Gruppen A bis D fanden die Spiele in Katar statt. Für die Gruppen G und H war zunächst Malaysia als Gastgeber vorgesehen, später entschied die AFC die Gruppen E bis H ebenfalls in Katar auszuspielen.
Die Gruppensieger und -zweiten qualifizierten sich für das Achtelfinale, die Dritt- und Viertplatzierten schieden aus dem Wettbewerb aus. Bei Punktgleichheit zweier oder mehrerer Mannschaften wurde die Platzierung durch folgende Kriterien ermittelt:
1. Anzahl Punkte im direkten Vergleich
2. Tordifferenz im direkten Vergleich
3. Anzahl Tore im direkten Vergleich
4. Anzahl Auswärtstore im direkten Vergleich (aufgrund des neutralen Spielortes später gestrichen)
5. Wenn nach der Anwendung der Kriterien 1 bis 4 immer noch mehrere Mannschaften denselben Tabellenplatz belegen, werden die Kriterien 1 bis 4 erneut angewendet, jedoch ausschließlich auf die Direktbegegnungen der betreffenden Mannschaften. Sollte auch dies zu keiner definitiven Platzierung führen, werden die Kriterien 6 bis 10 angewendet.
6. Tordifferenz aus allen Gruppenspielen
7. Anzahl Tore in allen Gruppenspielen
8. Wenn es nur um zwei Mannschaften geht und diese beiden auf dem Platz stehen, kommt es zwischen diesen zu einem Elfmeterschießen.
9. Niedrigere Anzahl Punkte durch Gelbe und Rote Karten (Gelbe Karte 1 Punkt, Gelb-Rote und Rote Karte 3 Punkte, Gelbe Karte auf die eine direkte Rote Karte folgt 4 Punkte)
10. Höherer Rang des Fußballverbandes in der AFC-Vierjahreswertung

### Gruppe A
| Pl. | Verein            | Sp. | S | U | N | Tore    | Diff. | Punkte |
| --- | ----------------- | --- | - | - | - | ------- | ----- | ------ |
| 1.  | al-Ahli           | 4   | 2 | 0 | 2 | 004:600 | −2    | 06     |
| 2.  | Esteghlal Teheran | 4   | 1 | 2 | 1 | 005:300 | +2    | 05     |
| 3.  | al-Shorta SC      | 4   | 1 | 2 | 1 | 003:300 | ±0    | 05     |
| 4.  | al-Wahda 1        | 0   | 0 | 0 | 0 | 000:000 | ±0    | 0      |

| 10. Februar 2020   |         |                                                                         |
| al-Shorta SC       | 1:1     | Esteghlal Teheran \| Franso-Hariri-Stadion (in Erbil)                   |
| al-Wahda           | 1 1:1 1 | al-Ahli \| al-Nahyan-Stadion                                            |
| 17. Februar 2020   |         |                                                                         |
| al-Shorta SC       | 1 0:1 1 | al-Wahda \| Franso-Hariri-Stadion (in Erbil)                            |
| al-Ahli            | 2:1     | Esteghlal Teheran \| Jaber al-Ahmad International Stadium (in Kuwait) 2 |
| 14. September 2020 |         |                                                                         |
| al-Ahli            | 1:0     | al-Shorta SC \| Khalifa International Stadium (in ar-Rayyan) 3          |
| 17. September 2020 |         |                                                                         |
| al-Shorta SC       | 2:1     | al-Ahli \| Khalifa International Stadium (in ar-Rayyan) 3               |
| 20. September 2020 |         |                                                                         |
| Esteghlal Teheran  | 1:1     | al-Shorta SC \| Khalifa International Stadium (in ar-Rayyan) 3          |
| 23. September 2020 |         |                                                                         |
| Esteghlal Teheran  | 3:0     | al-Ahli \| Khalifa International Stadium (in ar-Rayyan) 3               |

Anmerkung

### Gruppe B
| Pl. | Verein                       | Sp. | S | U | N | Tore    | Diff. | Punkte |
| --- | ---------------------------- | --- | - | - | - | ------- | ----- | ------ |
| 1.  | Paxtakor Taschkent           | 4   | 3 | 1 | 0 | 006:100 | +5    | 10     |
| 2.  | Vereinigte Arabische Emirate | 4   | 2 | 1 | 1 | 003:200 | +1    | 07     |
| 3.  | Shahr Khodro FC              | 4   | 0 | 0 | 4 | 000:600 | −6    | 0      |
| 4.  | al-Hilal 1                   | 0   | 0 | 0 | 0 | 000:000 | ±0    | 0      |

| 10. Februar 2020          |         |                                                                |
| Paxtakor Taschkent        | 2:1     | Shabab al-Ahli Dubai Club \| Paxtakor-Zentral-Stadion          |
| al-Hilal                  | 1 2:0 1 | Shahr Khodro FC \| Zabeel-Stadion (in Dubai) 2                 |
| 17. Februar 2020          |         |                                                                |
| Paxtakor Taschkent        | 3:0     | Shahr Khodro FC \| Paxtakor-Zentral-Stadion                    |
| Shabab al-Ahli Dubai Club | 1 1:2 1 | al-Hilal \| al-Rashid Stadium                                  |
| 14. September 2020        |         |                                                                |
| Shabab al-Ahli Dubai Club | 1:0     | Shahr Khodro FC \| al-Janoub-Stadion (in al-Wakra) 3           |
| al-Hilal                  | 1 2:1 1 | Paxtakor Taschkent \| al-Janoub-Stadion (in al-Wakra) 3        |
| 17. September 2020        |         |                                                                |
| Shahr Khodro FC           | 0:1     | Shabab al-Ahli Dubai Club \| al-Janoub-Stadion (in al-Wakra) 3 |
| Paxtakor Taschkent        | 1 0:0 1 | al-Hilal \| al-Janoub-Stadion (in al-Wakra) 3                  |
| 20. September 2020        |         |                                                                |
| Shahr Khodro FC           | 1 0:0 1 | al-Hilal \| al-Janoub-Stadion (in al-Wakra) 3                  |
| Shabab al-Ahli Dubai Club | 0:0     | Paxtakor Taschkent \| al-Janoub-Stadion (in al-Wakra) 3        |
| 23. September 2020        |         |                                                                |
| Shahr Khodro FC           | 0:1     | Paxtakor Taschkent \| al-Janoub-Stadion (in al-Wakra) 3        |

Anmerkung

### Gruppe C
| Pl. | Verein             | Sp. | S | U | N | Tore    | Diff. | Punkte |
| --- | ------------------ | --- | - | - | - | ------- | ----- | ------ |
| 1.  | Persepolis Teheran | 6   | 3 | 1 | 2 | 008:500 | +3    | 10     |
| 2.  | al-Taawoun         | 6   | 3 | 0 | 3 | 004:800 | −4    | 09     |
| 3.  | al-Duhail SC       | 6   | 3 | 0 | 3 | 007:800 | −1    | 09     |
| 4.  | Sharjah FC         | 6   | 2 | 1 | 3 | 013:110 | +2    | 07     |

| 11. Februar 2020   |     |                                                               |
| Sharjah FC         | 0:1 | al-Taawoun \| Sharjah Stadium                                 |
| al-Duhail SC       | 2:0 | Persepolis Teheran \| Abdullah-bin-Khalifa-Stadion            |
| 18. Februar 2020   |     |                                                               |
| Sharjah FC         | 2:2 | Persepolis Teheran \| Sharjah Stadium                         |
| al-Taawoun         | 2:0 | al-Duhail SC \| King Abdullah Sport City Stadium              |
| 15. September 2020 |     |                                                               |
| Persepolis Teheran | 1:0 | al-Taawoun \| Education City Stadium (in ar-Rayyan) 1         |
| al-Duhail SC       | 2:1 | Sharjah FC \| Education City Stadium (in ar-Rayyan) 1         |
| 18. September 2020 |     |                                                               |
| al-Taawoun         | 0:1 | Persepolis Teheran \| Education City Stadium (in ar-Rayyan) 1 |
| Sharjah FC         | 4:2 | al-Duhail SC \| Education City Stadium (in ar-Rayyan) 1       |
| 21. September 2020 |     |                                                               |
| Persepolis Teheran | 0:1 | al-Duhail SC \| Education City Stadium (in ar-Rayyan) 1       |
| al-Taawoun         | 0:6 | Sharjah FC \| Education City Stadium (in ar-Rayyan) 1         |
| 24. September 2020 |     |                                                               |
| al-Duhail SC       | 0:1 | al-Taawoun \| Education City Stadium (in ar-Rayyan) 1         |
| Persepolis Teheran | 4:0 | Sharjah FC \| Jassim-Bin-Hamad-Stadion (in ar-Rayyan) 1       |

Anmerkung

### Gruppe D
| Pl. | Verein      | Sp. | S | U | N | Tore    | Diff. | Punkte |
| --- | ----------- | --- | - | - | - | ------- | ----- | ------ |
| 1.  | al-Nassr FC | 6   | 3 | 2 | 1 | 009:500 | +4    | 11     |
| 2.  | al-Sadd SC  | 6   | 2 | 3 | 1 | 014:800 | +6    | 09     |
| 3.  | Sepahan FC  | 6   | 2 | 1 | 3 | 006:800 | −2    | 07     |
| 4.  | al Ain Club | 6   | 1 | 2 | 3 | 005:130 | −8    | 05     |

| 11. Februar 2020   |     |                                                          |
| al Ain Club        | 0:4 | Sepahan FC \| Hazza-Bin-Zayed-Stadion                    |
| al-Nassr           | 2:2 | al-Sadd SC \| Prince Faisal bin Fahd Stadium             |
| 18. Februar 2020   |     |                                                          |
| al Ain Club        | 1:2 | al-Nassr \| Hazza-Bin-Zayed-Stadion                      |
| al-Sadd SC         | 3:0 | Sepahan FC \| Jassim-Bin-Hamad-Stadion (in ar-Rayyan)    |
| 15. September 2020 |     |                                                          |
| al Ain Club        | 3:3 | al-Sadd SC \| Jassim-Bin-Hamad-Stadion (in ar-Rayyan) 1  |
| Sepahan FC         | 0:2 | al-Nassr \| Jassim-Bin-Hamad-Stadion (in ar-Rayyan) 1    |
| 18. September 2020 |     |                                                          |
| al-Sadd SC         | 4:0 | al Ain Club \| Jassim-Bin-Hamad-Stadion (in ar-Rayyan) 1 |
| al-Nassr           | 2:0 | Sepahan FC \| Jassim-Bin-Hamad-Stadion (in ar-Rayyan) 1  |
| 21. September 2020 |     |                                                          |
| Sepahan FC         | 0:0 | al Ain Club \| Jassim-Bin-Hamad-Stadion (in ar-Rayyan) 1 |
| al-Sadd SC         | 1:1 | al-Nassr \| Jassim-Bin-Hamad-Stadion (in ar-Rayyan) 1    |
| 24. September 2020 |     |                                                          |
| Sepahan FC         | 2:1 | al-Sadd SC \| Jassim-Bin-Hamad-Stadion (in ar-Rayyan) 1  |
| al-Nassr           | 0:1 | al Ain Club \| Education City Stadium (in ar-Rayyan) 1   |

Anmerkung

### Gruppe E
| Pl. | Verein            | Sp. | S | U | N | Tore    | Diff. | Punkte |
| --- | ----------------- | --- | - | - | - | ------- | ----- | ------ |
| 1.  | Beijing Guoan     | 6   | 5 | 1 | 0 | 012:400 | +8    | 16     |
| 2.  | Melbourne Victory | 6   | 2 | 1 | 3 | 006:900 | −3    | 07     |
| 3.  | FC Seoul          | 6   | 2 | 0 | 4 | 010:900 | +1    | 06     |
| 4.  | Chiangrai United  | 6   | 1 | 2 | 3 | 005:110 | −6    | 05     |

| 11. Februar 2020  |     |                                                                |
| Melbourne Victory | 1:0 | Chiangrai United \| Melbourne Rectangular Stadium              |
| 18. Februar 2020  |     |                                                                |
| FC Seoul          | 1:0 | Melbourne Victory \| Seoul-World-Cup-Stadion                   |
| Chiangrai United  | 0:1 | Beijing Guoan \| Chiangrai Stadium                             |
| 21. November 2020 |     |                                                                |
| FC Seoul          | 1:2 | Beijing Guoan \| Education City Stadium (in ar-Rayyan) 1       |
| 24. November 2020 |     |                                                                |
| FC Seoul          | 5:0 | Chiangrai United \| Jassim-Bin-Hamad-Stadion (in ar-Rayyan) 1  |
| Beijing Guoan     | 3:1 | Melbourne Victory \| Jassim-Bin-Hamad-Stadion (in ar-Rayyan) 1 |
| 27. November 2020 |     |                                                                |
| Melbourne Victory | 0:2 | Beijing Guoan \| Jassim-Bin-Hamad-Stadion (in ar-Rayyan) 1     |
| Chiangrai United  | 2:1 | FC Seoul \| Jassim-Bin-Hamad-Stadion (in ar-Rayyan) 1          |
| 30. November 2020 |     |                                                                |
| Beijing Guoan     | 3:1 | FC Seoul \| Jassim-Bin-Hamad-Stadion (in ar-Rayyan) 1          |
| Chiangrai United  | 2:2 | Melbourne Victory \| Jassim-Bin-Hamad-Stadion (in ar-Rayyan) 1 |
| 3. Dezember 2020  |     |                                                                |
| Beijing Guoan     | 1:1 | Chiangrai United \| Jassim-Bin-Hamad-Stadion (in ar-Rayyan) 1  |
| Melbourne Victory | 2:1 | FC Seoul \| Education City Stadium (in ar-Rayyan) 1            |

Anmerkung

### Gruppe F
| Pl. | Verein           | Sp. | S | U | N | Tore    | Diff. | Punkte |
| --- | ---------------- | --- | - | - | - | ------- | ----- | ------ |
| 1.  | Ulsan Hyundai    | 6   | 5 | 1 | 0 | 014:500 | +9    | 16     |
| 2.  | FC Tokyo         | 6   | 3 | 1 | 2 | 006:500 | +1    | 10     |
| 3.  | Shanghai Shenhua | 6   | 2 | 1 | 3 | 009:130 | −4    | 07     |
| 4.  | Perth Glory      | 6   | 0 | 1 | 5 | 005:110 | −6    | 01     |

| 11. Februar 2020  |     |                                                             |
| Ulsan Hyundai     | 1:1 | FC Tokyo \| Ulsan-Munsu-Fußballstadion                      |
| 18. Februar 2020  |     |                                                             |
| FC Tokyo          | 1:0 | Perth Glory \| Tokio-Stadion                                |
| 18. November 2020 |     |                                                             |
| Perth Glory       | 1:2 | Shanghai Shenhua \| Education City Stadium (in ar-Rayyan) 1 |
| 21. November 2020 |     |                                                             |
| Ulsan Hyundai     | 3:1 | Shanghai Shenhua \| Education City Stadium (in ar-Rayyan) 1 |
| 24. November 2020 |     |                                                             |
| FC Tokyo          | 0:1 | Shanghai Shenhua \| Education City Stadium (in ar-Rayyan) 1 |
| Perth Glory       | 1:2 | Ulsan Hyundai \| Education City Stadium (in ar-Rayyan) 1    |
| 27. November 2020 |     |                                                             |
| Ulsan Hyundai     | 2:0 | Perth Glory \| Education City Stadium (in ar-Rayyan) 1      |
| Shanghai Shenhua  | 1:2 | FC Tokyo \| Education City Stadium (in ar-Rayyan) 1         |
| 30. November 2020 |     |                                                             |
| FC Tokyo          | 1:2 | Ulsan Hyundai \| Education City Stadium (in ar-Rayyan) 1    |
| Shanghai Shenhua  | 3:3 | Perth Glory \| Education City Stadium (in ar-Rayyan) 1      |
| 3. Dezember 2020  |     |                                                             |
| Shanghai Shenhua  | 1:4 | Ulsan Hyundai \| Jassim-Bin-Hamad-Stadion (in ar-Rayyan) 1  |
| Perth Glory       | 0:1 | FC Tokyo \| Education City Stadium (in ar-Rayyan) 1         |

Anmerkung

### Gruppe G
| Pl. | Verein                  | Sp. | S | U | N | Tore    | Diff. | Punkte |
| --- | ----------------------- | --- | - | - | - | ------- | ----- | ------ |
| 1.  | Vissel Kōbe             | 4   | 2 | 0 | 2 | 004:500 | −1    | 06     |
| 2.  | Suwon Samsung Bluewings | 4   | 1 | 2 | 1 | 003:200 | +1    | 05     |
| 3.  | Guangzhou Evergrande    | 4   | 1 | 2 | 1 | 004:400 | ±0    | 05     |
| 4.  | Johor Darul Ta’zim FC 1 | 0   | 0 | 0 | 0 | 000:000 | ±0    | 0      |

| 12. Februar 2020        |         |                                                                           |
| Vissel Kōbe             | 1 5:1 1 | Johor Darul Ta’zim FC \| Misaki Park Stadium                              |
| 19. Februar 2020        |         |                                                                           |
| Suwon Samsung Bluewings | 0:1     | Vissel Kōbe \| Suwon-World-Cup-Stadion                                    |
| 3. März 2020            |         |                                                                           |
| Johor Darul Ta’zim FC   | 1 2:1 1 | Suwon Samsung Bluewings \| Sultan Ibrahim Stadium                         |
| 22. November 2020       |         |                                                                           |
| Suwon Samsung Bluewings | 0:0     | Guangzhou Evergrande \| Khalifa International Stadium (in ar-Rayyan) 2    |
| 25. November 2020       |         |                                                                           |
| Guangzhou Evergrande    | 1:3     | Vissel Kōbe \| Khalifa International Stadium (in ar-Rayyan) 2             |
| 28. November 2020       |         |                                                                           |
| Vissel Kōbe             | 0:2     | Guangzhou Evergrande \| al-Janoub-Stadion (in al-Wakra) 2                 |
| 1. Dezember 2020        |         |                                                                           |
| Guangzhou Evergrande    | 1:1     | Suwon Samsung Bluewings \| Khalifa International Stadium (in ar-Rayyan) 2 |
| 4. Dezember 2020        |         |                                                                           |
| Vissel Kōbe             | 0:2     | Suwon Samsung Bluewings \| Khalifa International Stadium (in ar-Rayyan) 2 |

Anmerkung

### Gruppe H
| Pl. | Verein                 | Sp. | S | U | N | Tore    | Diff. | Punkte |
| --- | ---------------------- | --- | - | - | - | ------- | ----- | ------ |
| 1.  | Yokohama F. Marinos    | 6   | 4 | 1 | 1 | 013:500 | +8    | 13     |
| 2.  | Shanghai SIPG          | 6   | 3 | 0 | 3 | 006:100 | −4    | 09     |
| 3.  | Jeonbuk Hyundai Motors | 6   | 2 | 1 | 3 | 008:100 | −2    | 07     |
| 4.  | Sydney FC              | 6   | 1 | 2 | 3 | 008:100 | −2    | 05     |

| 12. Februar 2020       |     |                                                                          |
| Jeonbuk Hyundai Motors | 1:2 | Yokohama F. Marinos \| Jeonju-World-Cup-Stadion                          |
| 19. Februar 2020       |     |                                                                          |
| Yokohama F. Marinos    | 4:0 | Sydney FC \| Yokohama International Stadium                              |
| 4. März 2020           |     |                                                                          |
| Sydney FC              | 2:2 | Jeonbuk Hyundai Motors \| Jubilee Oval                                   |
| 19. November 2020      |     |                                                                          |
| Sydney FC              | 1:2 | Shanghai SIPG \| Khalifa International Stadium (in ar-Rayyan) 1          |
| 22. November 2020      |     |                                                                          |
| Jeonbuk Hyundai Motors | 1:2 | Shanghai SIPG \| Khalifa International Stadium (in ar-Rayyan) 1          |
| 25. November 2020      |     |                                                                          |
| Shanghai SIPG          | 0:1 | Yokohama F. Marinos \| al-Janoub-Stadion (in al-Wakra) 1                 |
| Jeonbuk Hyundai Motors | 1:0 | Sydney FC \| al-Janoub-Stadion (in al-Wakra) 1                           |
| 28. November 2020      |     |                                                                          |
| Yokohama F. Marinos    | 1:2 | Shanghai SIPG \| al-Janoub-Stadion (in al-Wakra) 1                       |
| 1. Dezember 2020       |     |                                                                          |
| Shanghai SIPG          | 0:4 | Sydney FC \| al-Janoub-Stadion (in al-Wakra) 1                           |
| Yokohama F. Marinos    | 4:1 | Jeonbuk Hyundai Motors \| al-Janoub-Stadion (in al-Wakra) 1              |
| 4. Dezember 2020       |     |                                                                          |
| Sydney FC              | 1:1 | Yokohama F. Marinos \| al-Janoub-Stadion (in al-Wakra) 1                 |
| Shanghai SIPG          | 0:2 | Jeonbuk Hyundai Motors \| Khalifa International Stadium (in ar-Rayyan) 1 |

Anmerkung

## Finalrunde
Die bereits seit den Qualifikationsrunden bestehende Aufteilung in die West- und Ostregion wird in der Finalrunde bis zum Finale fortgeführt. Aufgrund der monatelangen Unterbrechung in Folge der Corona-Pandemie werden alle Spiele der Finalrunde in einem Spiel an einem zentralen Ort ausgetragen. Für die Westregion wurde Katar als Spielort ausgewählt. Für die Ostregion sollte zunächst Malaysia Gastgeber sein, später wurde ebenfalls Katar als Spielort bestimmt.

### Achtelfinale
Die Spielpaarungen für das Achtelfinale wurden schon bei der Auslosung der Gruppenphase im Dezember 2019 blind festgelegt. So kann es dazu kommen, dass Mannschaften desselben Landesverbandes gegeneinander spielen müssen. Es trifft je ein Gruppenzweiter auf einen Gruppensieger einer anderen Gruppe. Die Spiele fanden am 26. und 27. September sowie am 6. und 7. Dezember 2020 statt.
|                     | Ergebnis              |                           | Region |
| ------------------- | --------------------- | ------------------------- | ------ |
| al-Ahli             | 1:1 n. V. (4:3 i. E.) | Shabab al-Ahli Dubai Club | West   |
| Paxtakor Taschkent  | 2:1                   | Esteghlal Teheran         | West   |
| Persepolis Teheran  | 1:0                   | al-Sadd SC                | West   |
| al-Nassr FC         | 1:0                   | al-Taawoun                | West   |
| Beijing Guoan       | 1:0                   | FC Tokyo                  | Ost    |
| Ulsan Hyundai       | 3:0                   | Melbourne Victory         | Ost    |
| Vissel Kōbe         | 2:0                   | Shanghai SIPG             | Ost    |
| Yokohama F. Marinos | 2:3                   | Suwon Samsung Bluewings   | Ost    |

### Viertelfinale
Die Spielpaarungen für das Viertelfinale der Westregion wurden am 28. September und die der Ostregion am 8. Dezember 2020 ausgelost. Die Spiele fanden am 30. September sowie am 10. Dezember 2020 statt.
|                    | Ergebnis              |                         | Region |
| ------------------ | --------------------- | ----------------------- | ------ |
| al-Nassr FC        | 2:0                   | al-Ahli                 | West   |
| Persepolis Teheran | 2:0                   | Paxtakor Taschkent      | West   |
| Ulsan Hyundai      | 2:0                   | Beijing Guoan           | Ost    |
| Vissel Kōbe        | 1:1 n. V. (7:6 i. E.) | Suwon Samsung Bluewings | Ost    |

### Halbfinale
Im Halbfinale spielen die zwei Mannschaften der Westregion und die zwei der Ostregion jeweils gegeneinander. Die Spiele fanden am 3. Oktober sowie am 13. Dezember 2020 statt.
|               | Ergebnis              |                    | Region |
| ------------- | --------------------- | ------------------ | ------ |
| al-Nassr FC   | 1:1 n. V. (3:5 i. E.) | Persepolis Teheran | West   |
| Ulsan Hyundai | 2:1 n. V.             | Vissel Kōbe        | Ost    |

### Finale
| Persepolis Teheran                                                                 | Persepolis Teheran | Ulsan Hyundai | Ulsan Hyundai | Aufstellung                                        |
| ---------------------------------------------------------------------------------- | --- | --- | ------------- | -------------------------------------------------- |
| Persepolis Teheran                                                                 | \| 19. Dezember 2020 um 15:00 Uhr AST (13:00 Uhr MEZ) in al-Wakra (al-Janoub-Stadion) \| \| Ergebnis: 1:2 (1:1) \| \| Zuschauer: 8.517 \| \| Schiedsrichter: Abdulrahman al-Jassim ( Katar) \| \| Spielbericht \|                               | \| 19. Dezember 2020 um 15:00 Uhr AST (13:00 Uhr MEZ) in al-Wakra (al-Janoub-Stadion) \| \| Ergebnis: 1:2 (1:1) \| \| Zuschauer: 8.517 \| \| Schiedsrichter: Abdulrahman al-Jassim ( Katar) \| \| Spielbericht \|                                                                          | Ulsan Hyundai | Aufstellung Persepolis Teheran gegen Ulsan Hyundai |
| Persepolis Teheran                                                                 | Hamed Lak – Mehdi Shiri (74. Arman Ramezani), Hossein Kanaanizadegan, Jalal Hosseini , Saeid Aghaei – Milad Sarlak, Ahmad Nourollahi – Siamak Nemati, Bashar Resan, Omid Alishah (90. Ali Shojaei) – Mehdi Abdi Cheftrainer: Yahya Golmohammadi | Jo Su-huk – Kim Tae-hwan, Kim Kee-hee, Davy Bulthuis, Park Joo-ho (72. Hong Chul) – Lee Chung-yong (72. Lee Keun-ho), Yoon Bit-garam, Won Du-jae, Sin Jin-ho (83. Jung Seung-hyun), Kim In-sung (90.+1' Seol Young-woo) – Júnior Negrão (83. Bjørn Maars Johnsen) Cheftrainer: Kim Do-hoon | Ulsan Hyundai | Aufstellung Persepolis Teheran gegen Ulsan Hyundai |
| Persepolis Teheran                                                                 | 1:0 Abdi (45.) | 1:1 Negrão (45.+4') 1:2 Negrão (55., Handelfmeter) | Ulsan Hyundai | Aufstellung Persepolis Teheran gegen Ulsan Hyundai |
| Persepolis Teheran                                                                 | Bulthuis (79.), Negrão (82.) | | Ulsan Hyundai | Aufstellung Persepolis Teheran gegen Ulsan Hyundai |
| 19. Dezember 2020 um 15:00 Uhr AST (13:00 Uhr MEZ) in al-Wakra (al-Janoub-Stadion) | | |               |                                                    |
| Ergebnis: 1:2 (1:1)                                                                | | |               |                                                    |
| Zuschauer: 8.517                                                                   | | |               |                                                    |
| Schiedsrichter: Abdulrahman al-Jassim ( Katar)                                     | | |               |                                                    |
| Spielbericht                                                                       | | |               |                                                    |

## Torschützenliste
Nachfolgend sind die besten Torschützen der Champions-League-Saison (ohne Qualifikation) aufgeführt. Bei gleicher Anzahl von Treffern sind die Spieler alphabetisch sortiert.
| Rang | Nat        | Spieler              | Verein              | Tore |
| ---- | ---------- | -------------------- | ------------------- | ---- |
| 01   | Marokko    | Abderrazak Hamdallah | al-Nassr FC         | 7    |
| 02   | Brasilien  | Júnior Negrão        | Ulsan Hyundai       | 7    |
| 03   | Australien | Trent Buhagiar       | Sydney FC           | 5    |
|      | Norwegen   | Bjørn Maars Johnsen  | Ulsan Hyundai       | 5    |
|      | Japan      | Ado Onaiwu           | Yokohama F. Marinos | 5    |
| 06   | Brasilien  | Alan                 | Beijing Guoan       | 4    |
|      | Iran       | Issa Alekasir        | Persepolis Teheran  | 4    |
|      | Algerien   | Baghdad Bounedjah    | al-Sadd SC          | 4    |
|      | Korea Sud  | Yoon Bit-garam       | Ulsan Hyundai       | 4    |

## Eingesetzte Spieler von Ulsan Hyundai
| Ulsan Hyundai | - Tor: Jo Su-huk (9/-); Seo Ju-hwan (1/-) - Abwehr: Park Joo-ho (8/-); Kim Kee-hee (8/1); Davy Bulthuis (7/-); Jeong Dong-ho (7/-); Kim Tae-hwan (6/-); Seol Young-woo (6/-); Jung Seung-hyun (5/-); Kim Min-deok (3/-); Hong Chul (3/-) - Mittelfeld: Sin Jin-ho (9/-); Yoon Bit-garam (8/4); Koh Myong-jin (8/-); Lee Chung-yong (8/-); Lee Sang-heon (7/1); Won Du-jae (7/1); Jason Davidson (3/-); Kim Sung-joon (3/-); Lee Dong-gyeong (1/-) - Sturm: Kim In-sung (10/2); Júnior Negrão (9/7); Bjørn Maars Johnsen (9/5); Lee Keun-ho (8/-); Jung Hoon-sung (3/-); Park Jeong-in (2/1) - Trainer: Kim Do-hoon |

## Schiedsrichter
Die 102 Spiele wurden von 33 verschiedenen Schiedsrichtern aus 19 Ländern geleitet. Jeweils drei Schiedsrichter stammten aus Katar, dem Oman und Usbekistan sowie je zwei aus dem Irak, dem Iran, Japan, Jordanien, Malaysia, Südkorea, Syrien und den Vereinigten Arabischen Emiraten.
Für das Finale war der Katarer Abdulrahman al-Jassim verantwortlich.
| Schiedsrichter                    | Land               | Geboren       | Spiele |     |   |   |
| --------------------------------- | ------------------ | ------------- | ------ | --- | - | - |
| Yaqoob Abdul Baki                 | Oman               | 1. Juni 1979  | 001    | 001 | 0 | 0 |
| Hussein Abo Yehia                 | Libanon            | 31. Jan. 1981 | 002    | 010 | 0 | 0 |
| Saoud Ali al-Adba                 | Katar              | 27. Juli 1986 | 002    | 006 | 0 | 0 |
| Ahmed al-Ali                      | Jordanien          | 27. Juli 1987 | 002    | 003 | 0 | 0 |
| Aziz Asimov                       | Usbekistan         | 14. Okt. 1981 | 002    | 004 | 0 | 0 |
| Chris Beath                       | Australien         | 17. Nov. 1984 | 004    | 010 | 0 | 0 |
| Mooud Bonyadifard                 | Iran               | 8. Sep. 1985  | 003    | 007 | 0 | 0 |
| Alireza Faghani                   | Iran               | 21. Mär. 1978 | 004    | 016 | 0 | 0 |
| Hanna Hattab                      | Syrien             | 22. Mär. 1989 | 004    | 018 | 0 | 0 |
| Abdulrahman al-Jassim             | Katar              | 14. Okt. 1987 | 004    | 009 | 0 | 1 |
| Ammar al-Jeneibi                  | Ver. Arab. Emirate | 10. Mai 1982  | 001    | 004 | 0 | 0 |
| Ahmed al-Kaf                      | Oman               | 6. Mär. 1983  | 004    | 017 | 0 | 1 |
| Turki al-Khudhayr                 | Saudi-Arabien      | 30. Nov. 1979 | 004    | 013 | 0 | 1 |
| Kim Dae-yong                      | Südkorea           | 12. Juni 1981 | 001    | 003 | 0 | 0 |
| Hiroyuki Kimura                   | Japan              | 30. Jan. 1982 | 002    | 006 | 0 | 0 |
| Ko Hyung-jin                      | Südkorea           | 20. Juni 1982 | 005    | 020 | 0 | 2 |
| Adham Makhadmeh                   | Jordanien          | 13. Feb. 1987 | 008    | 020 | 1 | 2 |
| Khamis al-Marri                   | Katar              | 6. Juli 1984  | 002    | 006 | 0 | 0 |
| Mohammed Abdullah Hassan Mohammed | Ver. Arab. Emirate | 2. Dez. 1978  | 004    | 017 | 2 | 0 |
| Nazmi Nasaruddin                  | Malaysia           | 26. Feb. 1990 | 002    | 007 | 0 | 0 |
| Hettikamkanamge Perera            | Sri Lanka          | 19. Sep. 1978 | 007    | 026 | 0 | 1 |
| Sivakorn Pu-udom                  | Thailand           | 26. Nov. 1987 | 003    | 008 | 0 | 0 |
| Sherzod Qosimov                   | Usbekistan         | 4. Aug. 1988  | 001    | 002 | 0 | 0 |
| Ali Sabah                         | Irak               | 1. Jan. 1977  | 004    | 015 | 0 | 0 |
| Mohanad Qasim Sarray              | Irak               | 22. Mai 1980  | 003    | 012 | 0 | 0 |
| Ryūji Satō                        | Japan              | 16. Apr. 1977 | 001    | 006 | 0 | 0 |
| Ali Shaban                        | Kuwait             | 16. Apr. 1974 | 002    | 007 | 0 | 0 |
| Nawaf Shukralla                   | Bahrain            | 13. Okt. 1976 | 007    | 026 | 1 | 0 |
| Ilgiz Tantashev                   | Usbekistan         | 5. Apr. 1984  | 003    | 010 | 0 | 0 |
| Muhammad Taqi                     | Singapur           | 25. Okt. 1986 | 005    | 021 | 1 | 0 |
| Masoud Tufaylieh                  | Syrien             | 5. Aug. 1977  | 001    | 003 | 0 | 0 |
| Mohd Amirul Izwan Yaacob          | Malaysia           | 25. Apr. 1986 | 003    | 012 | 0 | 0 |
| Omar al-Yaqoubi                   | Oman               | 3. Juli 1987  | 001    | 004 | 0 | 1 |
| Gesamt                            | Gesamt             | Gesamt        | 102    | 349 | 5 | 9 |